# Mapun
Mapun (conosciuta in passato come Cagayan di Tawi-Tawi o Cagayan de Sulu) è una municipalità di quarta classe delle Filippine, situata nella Provincia di Tawi-Tawi, nella Regione Autonoma nel Mindanao Musulmano.
Mapun è formata da 15 baranggay:
- Boki
- Duhul Batu
- Erok-erok
- Guppah
- Kompang
- Liyubud
- Lubbak Parang
- Lupa Pula (Pob.)
- Mahalo
- Pawan
- Sapa
- Sikub
- Tabulian
- Tanduan
- Umus Mataha